# 近藤悦子
近藤 悦子（こんどう えつこ、1981年9月22日 - ）は大分県出身の日本の柔道家。78kg級の選手。身長170cm。

## 経歴
2010年の世界選手権100kg級で優勝した穴井隆将などを輩出した、1965年の世界選手権中量級2位の山中圏一が指導する秀鋭館道場で柔道を始めた。小学校5年の時には全国少年柔道大会の個人戦に出場して、男子選手を次々と破って3位入賞を果たした。審判長の貝瀬輝夫も小学生離れした力強い柔道に感嘆の声を上げた。明野中学から福岡工大附属高校へ進むと、2年の時に金鷲旗で3位になった。3年の時には全日本ジュニアの78kg級で3位だった。
2000年には帝京大学へ進学すると、2年の時には全国女子体重別で3位に入った。3年の時には優勝大会の決勝で東海大学と対戦して、塚田真希に横四方固で敗れるもチームは優勝を飾った。4年の時には全日本選手権に出場して予想外の活躍で決勝まで進むが、東海大学4年の塚田真希に袈裟固で敗れたものの2位になった。
2004年にはダイコロの所属となると、実業個人選手権では決勝で平成国際大学柔道クラブの平岡麻美に敗れて2位だった。2005年の実業個人選手権では決勝で了徳寺学園職員の長瀬めぐみに敗れた。2008年の実業個人選手権では3位だった。

## 主な戦績
- 1992年　- 全国少年柔道大会　個人戦5年生の部　3位
- 1998年 -　金鷲旗　3位
- 1999年 -　全日本ジュニア　3位
- 2001年　- 全国女子体重別　3位
- 2002年　- 優勝大会　優勝
- 2003年 -　全日本選手権　2位
- 2004年　- 実業個人選手権　2位
- 2005年　- 実業個人選手権　2位
- 2006年　- 韓国国際　2位
- 2008年　- 実業個人選手権　3位

(出典、JudoInside.com)。